# Papyrus 1
Papyrus 1 Gregory-Aland mærket (signum) med {\displaystyle {\mathfrak {P}}}1, ε 01 (von Soden) er et tidligt skrift fra Det Nye Testamente på græsk. Det er skrevet på papyrus og viser dele af Mattæusevangeliet. Manuskriptet er pga. palæografien anslået til at stamme fra det 3. århundrede. 
Det bliver opbevaret på University of Pennsylvania Museum (E 2746),. Det blev opdaget i Oxyrhynchus i Egypten.